# 翁焦尔·埃娃
翁焦尔·埃娃（匈牙利語：Angyal Éva，1955年4月18日—），匈牙利女子手球运动员。她曾代表匈牙利参加1976年和1980年夏季奥林匹克运动会手球比赛，其中1976年奥运会获得一枚铜牌。